# Juli Peradejordi i Vergara
Juli Peradejordi i Vergara ou Julio Peredejordi, né le 22 février 1906 à Barcelone et probablement mort en octobre 1973 dans cette même ville est un nageur espagnol ayant participé aux Jeux olympiques d'été de 1924 à Paris.

## Biographie
Membre du Club Natació Barcelona, il est quatre fois champion de Catalogne (du 5 × 50 mètres nage libre en 1921 et 1924 ; du 4 × 200 mètres nage libre en 1922 et 1923) et cinq fois champion d'Espagne (du 4 × 200 mètres en 1922, 1923 et 1926 ; du 100 mètres nage libre en individuel en 1923 (1 min 23 s) et 1924 (1 min 13 s 2)),. En 1921, il établit le record d'Espagne du 5 × 50 mètres nage libre avec parmi ses coéquipiers José Manuel Pinillo en 2 min 43 s ; record amélioré en 1923 en 2 min 41 s 6 puis en 1924 en 2 min 40 s.
Aux Jeux de Paris, Juli Peradejordi est donc engagé au 100 mètres nage libre, mais déclare forfait. L'équipe espagnole du relais 4 × 200 mètres (Ramon Berdomàs, Pedro Méndez, Juli Peradejordi i Vergara et José Manuel Pinillo) termine 4e et dernière de sa série en 12 min 21 s 2 et n'est pas qualifiée pour la finale.